# Dendrophryniscus proboscideus
Dendrophryniscus proboscideus es una especie de anfibio anuro de la familia Bufonidae.
Es endémica de Brasil.
Su hábitat natural incluye bosques secos tropicales o subtropicales y ríos.